# Genealogia de la dinastia d'Avís
La dinastia d'Avís fou una casa reial que va governar a Portugal i breument a Catalunya. Vegeu Dinastia Avís.

## Genealogia
```
Joan I
 (1358-1433), rei de Portugal
X 
Felipa de Lancaster
, princesa d'Anglaterra (1360-1415)
│
├─>Blanca (1388-1389)
│
├─>Alfons (1390-1400)
│
├─>
Eduard I
 (1391-1438), rei de Portugal
│ X 
Alienor
, infanta d'Aragó
│ │
│ ├─>Joan (1429-1433)
│ │
│ ├─>Felipa (1430-1439)
│ │
│ ├─>
Alfons V
 (1432-1481), rei de Portugal
│ │ X 1) Isabel, infanta de Portugal (1432-1455)
│ │ X 2) Joana,reina de Castella, destronada per Isabel la Catòlica
│ │ │
│ │ ├1>Joan (1451-1455)
│ │ │
│ │ ├1>
Joan II
 (1455-1495), rei de Portugal
│ │ │ X Eleonor, infanta de Portugal (1458-1525)
│ │ │ │
│ │ │ ├─>Alfons (1475-1491)
│ │ │ │ X Isabel d'Aragó et de Castella (1470-1498)
│ │ │ │
│ │ │ ├─>Joan (1483-1483)
│ │ │ │
│ │ │ └─i>
Jordi de Lancaster
, segon duc de Coimbra
│ │ │ │
│ │ │ └─>
descendència
 els 
Lancaster
 (o '’Lencastre
 en portuguès), ducs d'Aveiro

│ │ │
│ │ └2>Joana,princesa de Portugal, hereva del tron (1452-1490), regent de Portugal 12.5.1490
│ │
│ ├─>Maria (1432-1432)
│ │
│ ├─>
Ferran
 (1433-1470), infant de Portugal, duc de Beja i de 
Viseu

│ │ X Beatriu, infanta de Portugal (1430-1506)
│ │ │
│ │ ├─>Joan (1456-1483), infant de Portugal, duc de Beja i de Viseu
│ │ │
│ │ ├─>Dídac (1460-1484), infant de Portugal, duc de Beja i de Viseu
│ │ │ │
│ │ │ └i>Alfons (1484-1504, 
conestable de Portugal

│ │ │ X Joana de Noronha
│ │ │ │
│ │ │ └─>Beatriu de Portugal (1503-)
│ │ │ X Pere de Meneses, marquès de Vila Real
│ │ │
│ │ ├─>Eduard (1462-jove)
│ │ │
│ │ ├─>Denis (1464-jove)
│ │ │
│ │ ├─>Simon (1467-jove)
│ │ │
│ │ ├─>Alfons (1468-jove)
│ │ │
│ │ ├─>
Manuel I
 l'Afortunat, (1469-1521), infant de Portugal, duc de Beja i de Viseu, rei de Portugal
│ │ │ X 1) 
Isabel
, hereva d'Aragó i de Castella 
│ │ │ X 2) 
Maria
, infanta d'Aragó, infanta de Castella 
│ │ │ X 3) 
Eleonor d'Habsburg
, arxiduquessa d'Àustria, infanta d'Espanya (x 2a Francesc I de França)
│ │ │ │
│ │ │ ├1>
Miquel de la Pau
, hereu de Portugal, Aragó i Castella (1498-1500)
│ │ │ │
│ │ │ ├2>
Joan III
 (1502-1557), rei de Portugal
│ │ │ │ X 
Caterina de Castella
, arxiduquessa d'Àustria, infanta d'Espanya (1507-1578)
│ │ │ │ │
│ │ │ │ ├─>
Maria Manela
, infanta de Portugal (1527-1545)
│ │ │ │ │ X 
Felip II
 (1527-1598), rei d'Espanya
│ │ │ │ │
│ │ │ │ ├─>Isabel (1529-1530)
│ │ │ │ │
│ │ │ │ ├─>Beatriu (1530-1530)
│ │ │ │ │
│ │ │ │ ├─>Alfons (1526-1526)
│ │ │ │ │
│ │ │ │ ├─>Manel (1531-1537)
│ │ │ │ │
│ │ │ │ ├─>Felip (1533-1539)
│ │ │ │ │
│ │ │ │ ├─>Dionís (1535-1537)
│ │ │ │ │
│ │ │ │ ├─>
Joan Manel
 (1537-1554)
│ │ │ │ │ X 
Joana d'Espanya
, arxiduquessa d'Àustria, infanta d'Espanya (1537-1573)
│ │ │ │ │ │
│ │ │ │ │ └─>
Sebastià I
 (1554-1578), rei de Portugal
│ │ │ │ │
│ │ │ │ ├─>Antoni (1539-1540)
│ │ │ │ │
│ │ │ │ ├i>Manel, mort jove
│ │ │ │ │
│ │ │ │ └i>Eduard (1521-1543), arquebisbe de Braga i d'Evora
│ │ │ │
│ │ │ ├2>
Isabel
, infanta de Portugal (1503-1539)
│ │ │ │ X 
Carles V
, emperador germànic (1500-1558)
│ │ │ │
│ │ │ ├2>
Beatriu
, infanta de Portugal (1504-1538)
│ │ │ │ X 
Carles III de Savoia
 (1486-1553)
│ │ │ │
│ │ │ ├─>Lluís (1506-1555), infant de Portugal, duc de Beja
│ │ │ │ │
│ │ │ │ └>i>
Antoni I
, aclamat rei el 1580, vençut per Felip I (II d'Espanya) a la 
batalla d'Alcántara
.
│ │ │ │ │
│ │ │ │ └─>
descendència il·legítima coneguda a Holanda amb el nom de prínceps de Portugal

│ │ │ │
│ │ │ ├2>Ferran, infant de Portugal (1507-1534)
│ │ │ │ X Guiomar Coutinho, comtessa de Loulé
│ │ │ │ │
│ │ │ │ ├─>Lluïsa (1531- 1534)
│ │ │ │ │
│ │ │ │ └─>un fill (1533-1534)
│ │ │ │
│ │ │ ├2>Alfons (1509-1540), cardenal, bisbe de Tànger, arquebisbe de Lisboa
│ │ │ │
│ │ │ ├2>
Enric I
 (1512-1580) cardenal i arquebisbe de Lisboa, gran inquisidor del regne, després rei de Portugal
│ │ │ │
│ │ │ ├2>Maria (1513-1513)
│ │ │ │
│ │ │ ├2>Eduard I, infant de Portugal, duc de Guimarães (1515-1540)
│ │ │ │ X Isabel de Bragança (1512-1576)
│ │ │ │ │
│ │ │ │ ├─>
Maria
, infanta de Portugal (1538-1577)
│ │ │ │ │ X 
Alexandre Farnese
, 
duc de Parma

│ │ │ │ │
│ │ │ │ ├─>
Caterina
, infanta de Portugal (1540-1614)
│ │ │ │ │ X 
Joan I
, 
duc de Bragança
 (+1583)
│ │ │ │ │
│ │ │ │ └─>Eduard II, infant de Portugal (1541-1576), 
duc de Guimarães

│ │ │ │
│ │ │ ├2>Antoni (1516-1516)
│ │ │ │
│ │ │ ├3>Carles (1520-1521)
│ │ │ │
│ │ │ └3>Maria (1521-1577)
│ │ │
│ │ ├─>Eleonor, infanta de Portugal (1458-1525) 
│ │ │ X 
Joan II de Portugal

│ │ │
│ │ ├─>Isabel, infanta de Portugal (1459-1521) 
│ │ │ X 
Ferran II de Bragança
 (1430-1485)
│ │ │
│ │ └─>Caterina, infanta de Portugal (1465-jove)
│ │
│ ├─>Eduard (1435-1435)
│ │
│ ├─>Eleonor, infanta de Portugal (1436-1476)
│ │ X 
Frederic III del Sacre Imperi Romanogermànic

│ │
│ ├─>Caterina (1436-1463), monja
│ │
│ ├─>Joana,infanta de Portugal (1439-1475) 
│ │ X 
Enric IV de Castella
 (+1474)
│ │
│ └i>Joan Manel (-1476), bisbe de Guarda, després de Ceuta, primat d'Àfrica
│ │
│ ├i>Joan Manel, governador de Santarém
│ │ X Isabel Teles de Meneses
│ │ │
│ │ ├─>Bernat
│ │ │ X 1) Francesca de Noronha
│ │ │ X 2) Maria de Bobadilha
│ │ │ │
│ │ │ ├1>Mència 
│ │ │ │ X Pere de Meneses, senyor de Fermoselha
│ │ │ │
│ │ │ ├1>Joana, monja
│ │ │ │
│ │ │ ├2>Joan (-1546)
│ │ │ │
│ │ │ ├2>Eleonora, morta jove
│ │ │ │
│ │ │ ├2>Antoni Manel, comanador de l'Orde de Santiago
│ │ │ │ X Beatriu Mexia
│ │ │ │
│ │ │ └2>Tristão Manoel
│ │ │ X Margarida de Almeida
│ │ │ │
│ │ │ ├─>Antoni
│ │ │ │
│ │ │ └─>Maria
│ │ │ X 1) Francisco de Aguiar
│ │ │ X 2) Francisco da Silveira
│ │ │
│ │ └─>Joana
│ │ X Alfons Pacheco Portocarrero, senyor de Moguer
│ │
│ └i>Nuno Manoel, senyor de Salvaterra de Magos
│ X 1) Eleonora de Milan i Aragó
│ X 2) Lourença de Ataíde
│ │
│ └─>
descendència
 : els 
Manoel
, marquès de Tancos
│
├─>
Pere
, infant de Portugal, regent de Portugal, primer duc de Coimbra (1392-1449)
│ X 
Isabel d'Urgell
 (1409-1443)
│ │
│ ├─>
Pere
, infant de Portugal (1429-1466), rei de Catalunya, conestable de Portugal
│ │
│ ├─>
Joan de Coimbra
 (1431-1457), príncep titular d'Antioquia
│ │ X 
Carlota de Lusignan
 (1442-1487), reina de Xipre
│ │
│ ├─>
Isabel
, infanta de Portugal (1432-1455)
│ │ X 
Alfons V de Portugal

│ │
│ ├─>
Jaume
, infant de Portugal (1434-1459), cardenal, arquebisbe de Lisboa
│ │
│ ├─>Beatriu, infanta de Portugal (1435-1462)
│ │ X Adolf de Clèveris, senyor de Ravenstein
│ │
│ └─>
Felipa de Coïmbra
, infanta de Portugal (1437-1497)
│
├─>
Enric el Navegant
, infant de Portugal, primer duc de Viseu (1394-1460), senyor de 
Covilhã
, gran mestre de l'
Orde de Crist

│
├─>
Isabel
, infanta de Portugal (1397-1472)
│ X 
Felip III de Borgonya
 (-1467)
│
├─>Blanca (1398-jove)
│
├─>Joan, infant de Portugal, tercer conestable de Portugal (1400-1442)
│ X Isabel de Bragança (1402-1465)
│ │
│ ├─>Dídac, infant de Portugal, conestable de Portugal (1426-1443)
│ │
│ ├─>Isabel, infanta de Portugal (1428-1496)
│ │ X 
Joan II de Castella

│ │
│ ├─>
Beatriu
, infanta de Portugal (1430-1506)
│ │ X 
Ferran
, infant de Portugal, duc de Beja i de Viseu (1433-1470)
│ │
│ └─>Felipa de Lancaster, infanta de Portugal (1432-1444), senyora d'
Almada

│
├─>
Ferran
 (1402-1443), el 
Sant Infant
, infant de Portugal, captiu al Marroc
│
├i>
Alfons
 (1377-1461), primer duc de Bragança, comte de Barcelos
│ │
│ └─>
Dinastia de Bragança

│
├i>Blanca (1378-jove)
│
└i>Beatriu de Portugal (1386-1439)
X 1) Tomàs FitzAlan (5è comte d'Arundel)
X 2) Lord Gilbert Talbot
X 3) Joan Holland (1395-1447), comte d'Huntingdon, duc d'Exeter
```

## Parentiu entre la dinastia d'Avís i la dinastia Bragança
|                                |                                |                                |                                |                                |                                | Felipa de Lancaster      | Felipa de Lancaster      | Felipa de Lancaster      | Felipa de Lancaster      | Felipa de Lancaster      | Felipa de Lancaster      |                          |                          |                     |                     |                         |                         |                         |                         | Joan I rei de Portugal  | Joan I rei de Portugal  | Joan I rei de Portugal | Joan I rei de Portugal | Joan I rei de Portugal | Joan I rei de Portugal |                                           |                            |                            |                            |                            |                            | Agnès Pires                | Agnès Pires                | Agnès Pires                | Agnès Pires                | Agnès Pires                | Agnès Pires                |  |  |  |  |  |  |  |  |  |  |  |  |  |  |
|                                |                                |                                |                                |                                |                                | Felipa de Lancaster      | Felipa de Lancaster      | Felipa de Lancaster      | Felipa de Lancaster      | Felipa de Lancaster      | Felipa de Lancaster      |                          |                          |                     |                     |                         |                         |                         |                         | Joan I rei de Portugal  | Joan I rei de Portugal  | Joan I rei de Portugal | Joan I rei de Portugal | Joan I rei de Portugal | Joan I rei de Portugal |                                           |                            |                            |                            |                            |                            | Agnès Pires                | Agnès Pires                | Agnès Pires                | Agnès Pires                | Agnès Pires                | Agnès Pires                |  |  |  |  |  |  |  |  |  |  |  |  |  |  |
|                                |                                |                                |                                |                                |                                |                          |                          |                          |                          |                          |                          |                          |                          |                     |                     |                         |                         |                         |                         |                         |                         |                        |                        |                        |                        |                                           |                            |                            |                            |                            |                            |                            |                            |                            |                            |                            |                            |  |  |  |  |  |  |  |  |  |  |  |  |  |  |
|                                |                                |                                |                                |                                |                                |                          |                          |                          |                          |                          |                          |                          |                          |                     |                     |                         |                         |                         |                         |                         |                         |                        |                        |                        |                        |                                           |                            | Alfons I duc de Bragança   |                            |                            |                            |                            |                            |                            |                            |                            |                            |  |  |  |  |  |  |  |  |  |  |  |  |  |  |
|                                |                                |                                |                                |                                |                                |                          |                          |                          |                          |                          |                          |                          |                          |                     |                     |                         |                         |                         |                         |                         |                         |                        |                        |                        |                        |                                           |                            |                            |                            |                            |                            |                            |                            |                            |                            |                            |                            |  |  |  |  |  |  |  |  |  |  |  |  |  |  |
|                                |                                |                                |                                |                                |                                |                          |                          |                          |                          |                          |                          |                          |                          |                     |                     |                         |                         |                         |                         |                         |                         |                        |                        |                        |                        |                                           |                            |                            |                            |                            |                            |                            |                            |                            |                            |                            |                            |  |  |  |  |  |  |  |  |  |  |  |  |  |  |
|                                |                                |                                |                                |                                |                                | Eduard I rei de Portugal | Eduard I rei de Portugal | Eduard I rei de Portugal | Eduard I rei de Portugal | Eduard I rei de Portugal | Eduard I rei de Portugal |                          |                          |                     |                     | Joan duc de Beja        | Joan duc de Beja        | Joan duc de Beja        | Joan duc de Beja        | Joan duc de Beja        | Joan duc de Beja        |                        |                        | Isabel                 | Isabel                 | Isabel                                    | Isabel                     | Isabel                     | Isabel                     |                            |                            | Ferran I duc de Bragança   | Ferran I duc de Bragança   | Ferran I duc de Bragança   | Ferran I duc de Bragança   | Ferran I duc de Bragança   | Ferran I duc de Bragança   |  |  |  |  |  |  |  |  |  |  |  |  |  |  |
|                                |                                |                                |                                |                                |                                | Eduard I rei de Portugal | Eduard I rei de Portugal | Eduard I rei de Portugal | Eduard I rei de Portugal | Eduard I rei de Portugal | Eduard I rei de Portugal |                          |                          |                     |                     | Joan duc de Beja        | Joan duc de Beja        | Joan duc de Beja        | Joan duc de Beja        | Joan duc de Beja        | Joan duc de Beja        |                        |                        | Isabel                 | Isabel                 | Isabel                                    | Isabel                     | Isabel                     | Isabel                     |                            |                            | Ferran I duc de Bragança   | Ferran I duc de Bragança   | Ferran I duc de Bragança   | Ferran I duc de Bragança   | Ferran I duc de Bragança   | Ferran I duc de Bragança   |  |  |  |  |  |  |  |  |  |  |  |  |  |  |
|                                |                                |                                |                                |                                |                                |                          |                          |                          |                          |                          |                          |                          |                          |                     |                     |                         |                         |                         |                         |                         |                         |                        |                        |                        |                        |                                           |                            |                            |                            |                            |                            |                            |                            |                            |                            |                            |                            |  |  |  |  |  |  |  |  |  |  |  |  |  |  |
|                                |                                |                                |                                |                                |                                |                          |                          |                          |                          |                          |                          |                          |                          |                     |                     |                         |                         |                         |                         |                         |                         |                        |                        |                        |                        |                                           |                            |                            |                            |                            |                            |                            |                            |                            |                            |                            |                            |  |  |  |  |  |  |  |  |  |  |  |  |  |  |
| Alfons V rei del Portugal      | Alfons V rei del Portugal      | Alfons V rei del Portugal      | Alfons V rei del Portugal      | Alfons V rei del Portugal      | Alfons V rei del Portugal      |                          |                          |                          |                          |                          |                          | Ferran duc de Viseu      | Ferran duc de Viseu      | Ferran duc de Viseu | Ferran duc de Viseu | Ferran duc de Viseu     | Ferran duc de Viseu     |                         |                         | Beatriu                 | Beatriu                 | Beatriu                | Beatriu                | Beatriu                | Beatriu                |                                           |                            |                            |                            |                            |                            |                            |                            |                            |                            |                            |                            |  |  |  |  |  |  |  |  |  |  |  |  |  |  |
| Alfons V rei del Portugal      | Alfons V rei del Portugal      | Alfons V rei del Portugal      | Alfons V rei del Portugal      | Alfons V rei del Portugal      | Alfons V rei del Portugal      |                          |                          |                          |                          |                          |                          | Ferran duc de Viseu      | Ferran duc de Viseu      | Ferran duc de Viseu | Ferran duc de Viseu | Ferran duc de Viseu     | Ferran duc de Viseu     |                         |                         | Beatriu                 | Beatriu                 | Beatriu                | Beatriu                | Beatriu                | Beatriu                |                                           |                            |                            |                            |                            |                            |                            |                            |                            |                            |                            |                            |  |  |  |  |  |  |  |  |  |  |  |  |  |  |
|                                |                                |                                |                                |                                |                                |                          |                          |                          |                          |                          |                          |                          |                          |                     |                     |                         |                         |                         |                         |                         |                         |                        |                        |                        |                        |                                           |                            |                            |                            |                            |                            |                            |                            |                            |                            |                            |                            |  |  |  |  |  |  |  |  |  |  |  |  |  |  |
|                                |                                |                                |                                |                                |                                |                          |                          |                          |                          |                          |                          |                          |                          |                     |                     |                         |                         |                         |                         |                         |                         |                        |                        |                        |                        |                                           |                            |                            |                            |                            |                            |                            |                            |                            |                            |                            |                            |  |  |  |  |  |  |  |  |  |  |  |  |  |  |
| Joan II rei del Portugal       | Joan II rei del Portugal       | Joan II rei del Portugal       | Joan II rei del Portugal       | Joan II rei del Portugal       | Joan II rei del Portugal       |                          |                          | Manuel I rei de Portugal | Manuel I rei de Portugal | Manuel I rei de Portugal | Manuel I rei de Portugal | Manuel I rei de Portugal | Manuel I rei de Portugal |                     |                     |                         |                         |                         |                         |                         |                         |                        |                        | Isabel                 | Isabel                 | Isabel                                    | Isabel                     | Isabel                     | Isabel                     |                            |                            | Ferran II duc de Bragança  | Ferran II duc de Bragança  | Ferran II duc de Bragança  | Ferran II duc de Bragança  | Ferran II duc de Bragança  | Ferran II duc de Bragança  |  |  |  |  |  |  |  |  |  |  |  |  |  |  |
| Joan II rei del Portugal       | Joan II rei del Portugal       | Joan II rei del Portugal       | Joan II rei del Portugal       | Joan II rei del Portugal       | Joan II rei del Portugal       |                          |                          | Manuel I rei de Portugal | Manuel I rei de Portugal | Manuel I rei de Portugal | Manuel I rei de Portugal | Manuel I rei de Portugal | Manuel I rei de Portugal |                     |                     |                         |                         |                         |                         |                         |                         |                        |                        | Isabel                 | Isabel                 | Isabel                                    | Isabel                     | Isabel                     | Isabel                     |                            |                            | Ferran II duc de Bragança  | Ferran II duc de Bragança  | Ferran II duc de Bragança  | Ferran II duc de Bragança  | Ferran II duc de Bragança  | Ferran II duc de Bragança  |  |  |  |  |  |  |  |  |  |  |  |  |  |  |
|                                |                                |                                |                                |                                |                                |                          |                          |                          |                          |                          |                          |                          |                          |                     |                     |                         |                         |                         |                         |                         |                         |                        |                        |                        |                        |                                           |                            |                            |                            |                            |                            |                            |                            |                            |                            |                            |                            |  |  |  |  |  |  |  |  |  |  |  |  |  |  |
|                                |                                |                                |                                |                                |                                |                          |                          |                          |                          |                          |                          |                          |                          |                     |                     |                         |                         |                         |                         |                         |                         |                        |                        |                        |                        |                                           |                            | Jaume I duc de Bragança    |                            |                            |                            |                            |                            |                            |                            |                            |                            |  |  |  |  |  |  |  |  |  |  |  |  |  |  |
|                                |                                |                                |                                |                                |                                |                          |                          |                          |                          |                          |                          |                          |                          |                     |                     |                         |                         |                         |                         |                         |                         |                        |                        |                        |                        |                                           |                            |                            |                            |                            |                            |                            |                            |                            |                            |                            |                            |  |  |  |  |  |  |  |  |  |  |  |  |  |  |
|                                |                                |                                |                                |                                |                                |                          |                          |                          |                          |                          |                          |                          |                          |                     |                     |                         |                         |                         |                         |                         |                         |                        |                        |                        |                        |                                           |                            |                            |                            |                            |                            |                            |                            |                            |                            |                            |                            |  |  |  |  |  |  |  |  |  |  |  |  |  |  |
| Joan III rei del Portugal      | Joan III rei del Portugal      | Joan III rei del Portugal      | Joan III rei del Portugal      | Joan III rei del Portugal      | Joan III rei del Portugal      |                          |                          | Enric I rei del Portugal | Enric I rei del Portugal | Enric I rei del Portugal | Enric I rei del Portugal | Enric I rei del Portugal | Enric I rei del Portugal |                     |                     | Eduard duc de Guimarães | Eduard duc de Guimarães | Eduard duc de Guimarães | Eduard duc de Guimarães | Eduard duc de Guimarães | Eduard duc de Guimarães |                        |                        | Isabel                 | Isabel                 | Isabel                                    | Isabel                     | Isabel                     | Isabel                     |                            |                            | Teodosi I duc del Bragança | Teodosi I duc del Bragança | Teodosi I duc del Bragança | Teodosi I duc del Bragança | Teodosi I duc del Bragança | Teodosi I duc del Bragança |  |  |  |  |  |  |  |  |  |  |  |  |  |  |
| Joan III rei del Portugal      | Joan III rei del Portugal      | Joan III rei del Portugal      | Joan III rei del Portugal      | Joan III rei del Portugal      | Joan III rei del Portugal      |                          |                          | Enric I rei del Portugal | Enric I rei del Portugal | Enric I rei del Portugal | Enric I rei del Portugal | Enric I rei del Portugal | Enric I rei del Portugal |                     |                     | Eduard duc de Guimarães | Eduard duc de Guimarães | Eduard duc de Guimarães | Eduard duc de Guimarães | Eduard duc de Guimarães | Eduard duc de Guimarães |                        |                        | Isabel                 | Isabel                 | Isabel                                    | Isabel                     | Isabel                     | Isabel                     |                            |                            | Teodosi I duc del Bragança | Teodosi I duc del Bragança | Teodosi I duc del Bragança | Teodosi I duc del Bragança | Teodosi I duc del Bragança | Teodosi I duc del Bragança |  |  |  |  |  |  |  |  |  |  |  |  |  |  |
|                                |                                |                                |                                |                                |                                |                          |                          |                          |                          |                          |                          |                          |                          |                     |                     |                         |                         |                         |                         |                         |                         |                        |                        |                        |                        |                                           |                            |                            |                            |                            |                            |                            |                            |                            |                            |                            |                            |  |  |  |  |  |  |  |  |  |  |  |  |  |  |
| Joan príncep hereu de Portugal | Joan príncep hereu de Portugal | Joan príncep hereu de Portugal | Joan príncep hereu de Portugal | Joan príncep hereu de Portugal | Joan príncep hereu de Portugal |                          |                          |                          |                          |                          |                          |                          |                          |                     |                     |                         |                         |                         |                         | Caterina                | Caterina                | Caterina               | Caterina               | Caterina               | Caterina               |                                           |                            |                            |                            |                            |                            | Joan I duc del Bragança    | Joan I duc del Bragança    | Joan I duc del Bragança    | Joan I duc del Bragança    | Joan I duc del Bragança    | Joan I duc del Bragança    |  |  |  |  |  |  |  |  |  |  |  |  |  |  |
| Joan príncep hereu de Portugal | Joan príncep hereu de Portugal | Joan príncep hereu de Portugal | Joan príncep hereu de Portugal | Joan príncep hereu de Portugal | Joan príncep hereu de Portugal |                          |                          |                          |                          |                          |                          |                          |                          |                     |                     |                         |                         |                         |                         | Caterina                | Caterina                | Caterina               | Caterina               | Caterina               | Caterina               |                                           |                            |                            |                            |                            |                            | Joan I duc del Bragança    | Joan I duc del Bragança    | Joan I duc del Bragança    | Joan I duc del Bragança    | Joan I duc del Bragança    | Joan I duc del Bragança    |  |  |  |  |  |  |  |  |  |  |  |  |  |  |
|                                |                                |                                |                                |                                |                                |                          |                          |                          |                          |                          |                          |                          |                          |                     |                     |                         |                         |                         |                         |                         |                         |                        |                        |                        |                        |                                           |                            |                            |                            |                            |                            |                            |                            |                            |                            |                            |                            |  |  |  |  |  |  |  |  |  |  |  |  |  |  |
| Sebastià I rei del Portugal    | Sebastià I rei del Portugal    | Sebastià I rei del Portugal    | Sebastià I rei del Portugal    | Sebastià I rei del Portugal    | Sebastià I rei del Portugal    |                          |                          |                          |                          |                          |                          |                          |                          |                     |                     |                         |                         |                         |                         |                         |                         |                        |                        |                        |                        | Teodosi I duc del Bragança                | Teodosi I duc del Bragança | Teodosi I duc del Bragança | Teodosi I duc del Bragança | Teodosi I duc del Bragança | Teodosi I duc del Bragança |                            |                            |                            |                            |                            |                            |  |  |  |  |  |  |  |  |  |  |  |  |  |  |
| Sebastià I rei del Portugal    | Sebastià I rei del Portugal    | Sebastià I rei del Portugal    | Sebastià I rei del Portugal    | Sebastià I rei del Portugal    | Sebastià I rei del Portugal    |                          |                          |                          |                          |                          |                          |                          |                          |                     |                     |                         |                         |                         |                         |                         |                         |                        |                        |                        |                        | Teodosi I duc del Bragança                | Teodosi I duc del Bragança | Teodosi I duc del Bragança | Teodosi I duc del Bragança | Teodosi I duc del Bragança | Teodosi I duc del Bragança |                            |                            |                            |                            |                            |                            |  |  |  |  |  |  |  |  |  |  |  |  |  |  |
|                                |                                |                                |                                |                                |                                |                          |                          |                          |                          |                          |                          |                          |                          |                     |                     |                         |                         |                         |                         |                         |                         |                        |                        |                        |                        | Joan IV duc del Bragança rei del Portugal |                            |                            |                            |                            |                            |                            |                            |                            |                            |                            |                            |  |  |  |  |  |  |  |  |  |  |  |  |  |  |